# Tridentiger barbatus
Tridentiger barbatus är en fiskart som först beskrevs av Günther, 1861.  Tridentiger barbatus ingår i släktet Tridentiger och familjen smörbultsfiskar. Inga underarter finns listade i Catalogue of Life.